# WTA Fort Myers
Das WTA Fort Myers (offiziell: Avon Futures of Fort Myers) ist ein ehemaliges Damen-Tennisturnier der WTA Tour, das in der Stadt Fort Myers, Vereinigte Staaten, ausgetragen wurde.

## Siegerliste

### Einzel
| Jahr | Siegerin    | Finalgegnerin  | Ergebnis |
| ---- | ----------- | -------------- | -------- |
| 1982 | Lee Duk-hee | Yvonne Vermaak | 6:0, 6:3 |

### Doppel
| Jahr | Siegerinnen                  | Finalgegnerinnen                  | Ergebnis      |
| ---- | ---------------------------- | --------------------------------- | ------------- |
| 1982 | Marjorie Blackwood Susan Leo | Patricia Medrado Claudia Monteiro | 2:6, 6:1, 6:2 |